# Listrognathus pallidinervus
Listrognathus pallidinervus är en stekelart som först beskrevs av Cameron 1904.  Listrognathus pallidinervus ingår i släktet Listrognathus och familjen brokparasitsteklar. Inga underarter finns listade i Catalogue of Life.